# Mistrzostwa Polski Par Klubowych na Żużlu 1997
Mistrzostwa Polski Par Klubowych na Żużlu 1997 – zawody żużlowe, mające na celu wyłonienie medalistów mistrzostw Polski par klubowych w sezonie 1997. Rozegrano trzy turnieje eliminacyjne oraz finał, w którym zwyciężyli zawodnicy Polonii Bydgoszcz.

## Finał
- Bydgoszcz, 20 czerwca 1997
- Sędzia: Wojciech Grodzki

| Miejsce | Kluby                           | Suma  | Zawodnicy                                            | Punkty                                            |
| ------- | ------------------------------- | ----- | ---------------------------------------------------- | ------------------------------------------------- |
| złoto   | Polonia Jutrzenka Bydgoszcz     | 29    | Tomasz Gollob Piotr Protasiewicz Jacek Gollob        | 12 (2,2,–,3,3,2) 11 (3,3,3,–,2,–) 6 (–,–,2,1,–,3) |
| srebro  | Apator DGG Toruń                | 21 +3 | Jacek Krzyżaniak Mirosław Kowalik Jarosław Bednarski | 11 +3 (1,2,3,2,2,1) 10 (2,1,2,0,3,2) ns           |
| brąz    | Pergo Gorzów Wlkp.              | 21 +2 | Piotr Świst Tomasz Bajerski Piotr Paluch             | 12 (3,2,3,2,2,d) 9 +2 (w,1,1,3,3,1) ns            |
| 4       | Włókniarz Malma Częstochowa     | 18    | Sławomir Drabik Sebastian Ułamek Robert Jucha        | 12 (d,3,3,2,1,3) 6 (1,0,2,1,2,d) ns               |
| 5       | Atlas Wrocław                   | 14    | Dariusz Śledź Waldemar Szuba Zbigniew Lech           | 12 (3,3,2,3,1,d) 2 (0,0,–,–,0,2) 0 (–,–,0,0,–,–)  |
| 6       | GKM Browary Bydgoskie Grudziądz | 12    | Robert Kempiński Paweł Staszek Robert Dados          | 3 (2,1,0,–,0,–) 3 (1,–,–,1,1,0) 6 (–,2,1,0,–,3)   |
| 7       | Start Gniezno                   | 11    | Robert Sawina Adam Fajfer Tomasz Fajfer              | 10 (3,1,1,1,1,3) 0 (0,0,0,–,–,–) 1 (–,–,–,0,0,1)  |